# 람베르트 정각원추도법

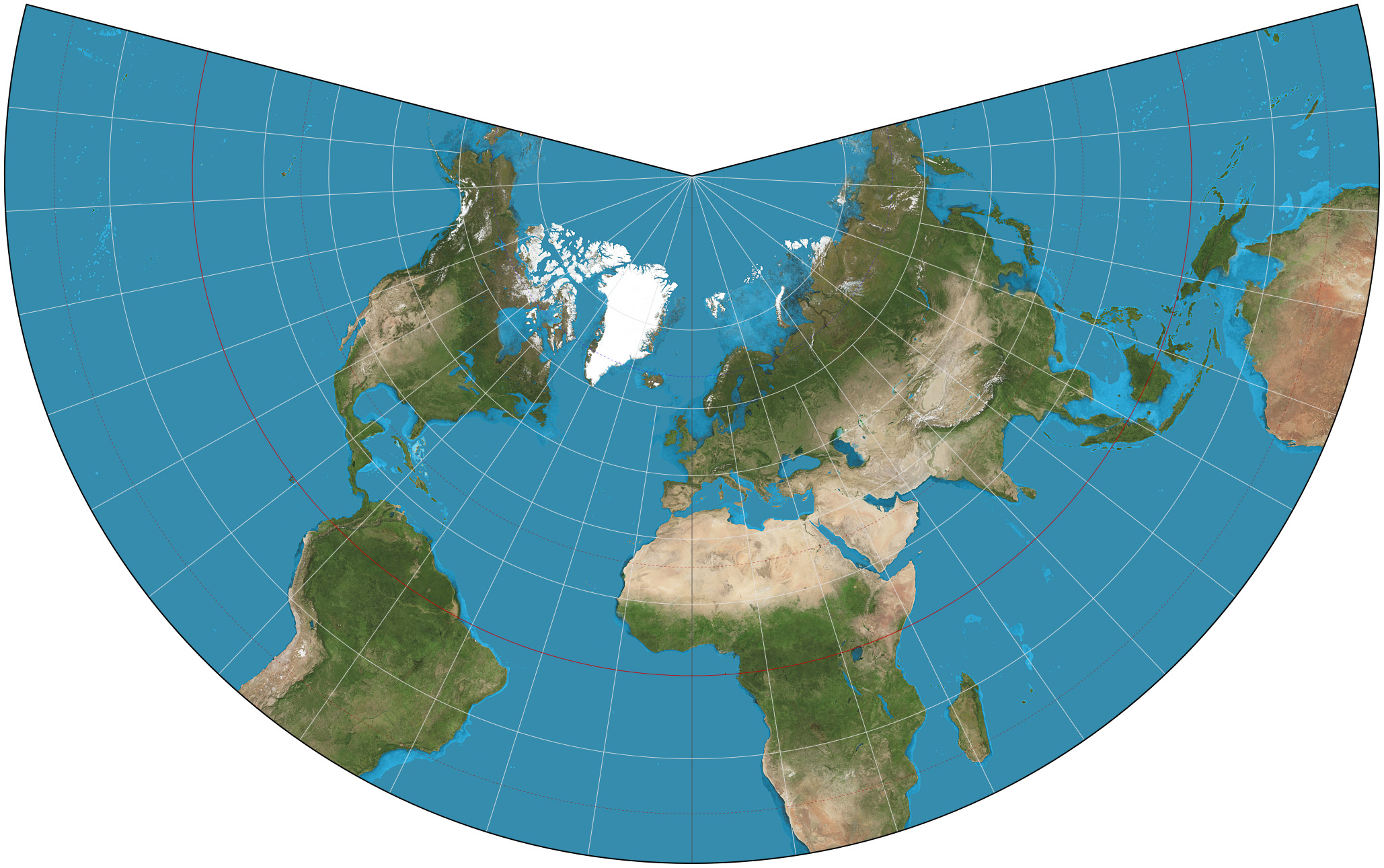

람베르트 정각원추도법(람베르트正角圓錐圖法, Lambert conformal conic projection)은 정각도법인 원추도법의 일종이다. 독일 사람 요한 하인리히 람베르트가 고안한 도법으로, 위선은 동심원의 원호, 경선은 방사 직선으로 이루어져 있다. 중간 위도 지역을 그리는 데 가장 적합하며, 중간 위도 지역에 위치하고 있는 대한민국에서는 기상대·신문·TV의 일기도 등 여러 방면에서 이용되고 있다.

## 공식
대상 지점의 위도를 {\displaystyle \phi }, 기준 위선의 위도를 {\displaystyle \phi _{0}}, 원뿔의 꼭짓점으로부터의 거리를 {\displaystyle \rho }라 하면, 다음과 같이 주어진다.
{\displaystyle \rho =\cot \phi _{0}((\sec \phi -\tan \phi )(\sec \phi _{0}+\tan \phi _{0}))^{\sin \phi _{0}}}
또는 전개도 형태로 나타내어 직각좌표계로 다음과 같이 쓸 수 있다.
{\displaystyle {\begin{aligned}x&=\rho \sin((\lambda -\lambda _{0})\sin \phi _{0})\\y&=-\rho \cos((\lambda -\lambda _{0})\sin \phi _{0})\end{aligned}}}
여기서 {\displaystyle \lambda }는 대상 지점의 경도, {\displaystyle \lambda _{0}}는 기준점의 경도이다.

### 증명
투영 대상이 되는 원뿔 위의 각 점에서 축까지의 거리를 {\displaystyle r}이라 하자. 정각성에 의해 다음이 성립한다.
{\displaystyle {\frac {d\phi }{\cos \phi \,d\lambda }}=-{\frac {d\rho }{r\,d\lambda }}}
이 때 투영 대상이 되는 곡면은 원뿔이므로, {\displaystyle {\frac {\rho }{r}}}의 값은 상수이다. 이를 {\displaystyle k}로 놓자.
{\displaystyle -\sec \phi \,d\phi ={\frac {k}{\rho }}d\rho }
{\displaystyle k\log \rho =\log(\sec \phi -\tan \phi )+C}
{\displaystyle \rho ^{k}=e^{C}(\sec \phi -\tan \phi )}
이제 {\displaystyle k}와 {\displaystyle C}의 값을 구하면 된다.
기준위선에서 길이가 보존되어야 하므로
{\displaystyle \cos \phi _{0}=r(\phi _{0})}
또 그러한 위선은 기준위선 하나밖에 없으므로, 기준위선에서 구면에 접하는 원뿔에 투영시키는 것으로 볼 수 있다. 그렇다면 {\displaystyle \cos \phi =r}은 이중근을 가져야 한다. 즉
{\displaystyle -\sin \phi _{0}=r'(\phi _{0})}
이다.
다시, 기준위선에서 길이가 보존된다는 성질에 의해 {\displaystyle \rho '(\phi _{0})=-1} 이 성립하므로, {\displaystyle -1=\rho '(\phi _{0})=kr'(\phi _{0})=-k\sin \phi _{0}}이다.
따라서 {\displaystyle k=\csc \phi _{0}}이다.
이제 위의 식 {\displaystyle \rho ^{k}=e^{C}(\sec \phi -\tan \phi )}의 양변에 {\displaystyle {\frac {1}{k}}}승을 취한 후 {\displaystyle k=\csc \phi _{0}}를 대입해 다음과 같이 쓸 수 있다.
{\displaystyle \rho =e^{C\sin \phi _{0}}(\sec \phi -\tan \phi )^{\sin \phi _{0}}}
여기서 {\displaystyle \phi =\phi _{0}} 를 대입하면,
{\displaystyle e^{C\sin \phi _{0}}(\sec \phi _{0}-\tan \phi _{0})^{\sin \phi _{0}}=\rho (\phi _{0})=\cot \phi _{0}}
{\displaystyle e^{C\sin \phi _{0}}=\cot \phi _{0}(\sec \phi _{0}+\tan \phi _{0})^{\sin \phi _{0}}}
{\displaystyle \quad \therefore \;\rho =\cot \phi _{0}((\sec \phi -\tan \phi )(\sec \phi _{0}+\tan \phi _{0}))^{\sin \phi _{0}}\qquad \blacksquare }

## 같이 보기
- 람베르트 정적방위도법